# Skrzeczek olbrzymi
Skrzeczek olbrzymi, ambystoma znad Pacyfiku (Dicamptodon ensatus) – gatunek płaza ogoniastego z rodziny ambystomowatych (Ambystomatidae).

## Zasięg występowania
Pacyficzne wybrzeża i przyległe pasma górskie w Kalifornii (USA).

## Cechy morfologiczne
Osiąga do 30 cm długości. Budowa ciała zwarta, masywna i niezgrabna. Tułów gruby z 12 słabo zaznaczonymi bruzdami międzyżebrowymi. Głowa nieproporcjonalnie duża i szeroka, oczy również nieproporcjonalnie wielkie, wystające. Ogon bardzo krótki, silnie zwężający się ku tyłowi i bocznie spłaszczony. Odnóża, zwłaszcza tylne, są duże, grube i dobrze umięśnione, końce palców rozszerzone. Skóra gładka, błyszcząca.
Ubarwienie grzbietu rudo- lub oliwkowobrązowe, z niewyraźnym, siatkowanym deseniem ciemnych plam.

## Biologia i ekologia

### Biotop i tryb życia
Skrzeczek olbrzymi występuje na terenach górzystych, pokrytych wilgotnymi lasami, w pobliżu strumieni i źródeł. Prowadzi lądowy tryb życia. Potrafi wdrapywać się na pochyłe pnie drzew lub niskie krzewy, nawet na wysokość kilku metrów. Prowadzi głównie nocny tryb życia, lecz bywa aktywny również w ciągu dnia, nawet przy słonecznej pogodzie. Przestraszony wydaje donośny, skrzeczący lub chroboczący głos.

### Odżywianie
Jest wyjątkowo żarłoczny i drapieżny, pożera wszystkie zwierzęta, które potrafi pokonać i połknąć. Oprócz bezkręgowców zjada również płazy ogoniaste, a także żaby, małe węże oraz myszy.

### Rozmnażanie
Wiosną, w maju, samica składa około 100 jaj, przyklejając je w pakiecie do powierzchni kamieni. Kijanki mają krótkie skrzela oraz niską płetwę ogonową. Przeobrażają się po 1–2 latach przy długości 10–15 cm, choć zdarzają się osobniki neoteniczne.